# Pepe Massot
Pepe Massot (ur. 4 listopada 1995 roku) – hiszpański kierowca wyścigowy.

## Kariera
Massot rozpoczął karierę w wyścigach samochodowych w 2012 roku od startów w Ginetta Junior Championship, gdzie siedmiokrotnie stawał na podium, w tym dwukrotnie na jego najwyższym stopniu. Z dorobkiem 395 punktów Hiszpan został sklasyfikowany na czwartej pozycji w końcowej klasyfikacji kierowców. W późniejszych latach Massot pojawiał się także w stawce Ginetta GT Supercup, Michelin Ginetta GT4 Supercup, Brytyjskiego Pucharu Porsche Carrera oraz Porsche Supercup.